# Mistrovství Evropy dorostenců v orientačním běhu 2025
Mistrovství Evropy dorostenců v orientačním běhu 2025 (European Youth Orienteering Championships 2025) se uskuteční ve dnech 17.–20. července 2025 v Brně, České republice. Očekává se účast přibližně 400 závodníků z celé Evropy. 

## Program Mistrovství Evropy dorostenců v orientačním běhu 2025
Závody proběhnou v různých částech Brna a jeho okolí, nabízejících náročný kopcovitý terén s hlubokými údolími.
| Brno Centrum Mistrovství Evropy 2025 ČESKÁ REPUBLIKA (BRNO) | Datum             | Závod                    | Místo konání | Doprovodné akce                       |
| ----------------------------------------------------------- | ----------------- | ------------------------ | ------------ | ------------------------------------- |
| Brno Centrum Mistrovství Evropy 2025 ČESKÁ REPUBLIKA (BRNO) | 17. července 2025 | Příjezd, modelové závody | Brno         |                                       |
| Brno Centrum Mistrovství Evropy 2025 ČESKÁ REPUBLIKA (BRNO) | 18. července 2025 | Long (klasická trať)     | Brno         | Slavnostní zahájení, Friendship Party |
| Brno Centrum Mistrovství Evropy 2025 ČESKÁ REPUBLIKA (BRNO) | 19. července 2025 | Sprint                   | Brno         |                                       |
| Brno Centrum Mistrovství Evropy 2025 ČESKÁ REPUBLIKA (BRNO) | 20. července 2025 | Štafety                  | Brno         | Slavnostní zakončení, odjezd          |